# Rita Pfister
Rita Pfister (* 20. März 1952) ist eine ehemalige Schweizer Diskuswerferin.
Rita Pfister trat für den Leichtathletik-Club Winterthur an, der 1975 mit der  Leichtathletiksektion des Stadtturnvereins zur Leichtathletik-Vereinigung Winterthur fusionierte.
Bei den Olympischen Spielen 1976 in Montreal wurde sie Zwölfte und bei den Leichtathletik-Europameisterschaften 1978 in Prag Elfte.
Achtmal wurde sie nationale Meisterin (1970, 1972–1976, 1978, 1979). Am 23. Mai 1970 stellte sie den aktuellen Schweizer Rekord ein, den sie bis zum 6. Juni 1976 in Dortmund auf 60,60 m verbesserte und der bis heute gültig ist.